# Espina (antigua ciudad)
Espina (en griego antiguo: Σπίνα, en latín: Spina) fue una ciudad portuaria etrusca fundada a finales del siglo VI a. C., en el Adriático en la antigua desembocadura del río Po, al sur de la laguna que se convirtió en el sitio de Venecia. El sitio arqueológico de Espina se perdió hasta la época moderna, cuando los programas de drenaje del delta del río Po en 1922 revelaron por primera vez oficialmente la necrópolis etrusca de Espina a unos ocho kilómetros al oeste de la comuna de Comacchio en la región de Emilia-Romaña.

## Orígenes de la ciudad
Según Verrio Flaco, Tarconte de Tarquinia fundó la  dodecápolis etrusca en la llanura Padana, conjunto de doce ciudades entre las cuales estaba Espina. Según otros autores antiguos, habría sido un emporio marítimo griego, lo que cronológicamente no es incompatible con la precedente hipótesis y corresponde al conocimiento arqueológico de Espina. Las versiones legendarias sobre su origen, pelásgico o griego, documentan un núcleo preetrusco, que puede presuponerse por la cercanía de Adria y por el trazado de la antigua ruta del ámbar, que tocaba el bajo Po. 

## Conocimiento arqueológico y hábitat humano
Las dataciones arqueológicas más altas de los artefactos encontrados remontan la urbanización al siglo VI a. C., con apogeo en el siglo III a. C., como testimonia la abundancia de depósitos funerarios de este periodo encontrados en la necrópolis de la ciudad. Espina era esencialmente un centro etrusco con una fuerte presencia griega surgida a mediados del siglo VI a. C. El núcleo etrusco llegó allí a lo largo de la directriz que de Marzabotto y Felsina (Bolonia) llevaba al mar. El núcleo griego se sirvió del puerto noradriático como un gran embarcadero para la exportación de sus productos. Precisamente la reciprocidad de los intereses mercantiles entre los dos componentes étnicos garantizó una relativa seguridad de navegación contra la piratería y permitió el gran reconocimiento reservado a Espina por el mundo helénico, que la acogió en la anfictionía délfica.
El inventario de artefactos funerarios datados en el siglo III a. C. atestigua una ocupación celta contemporánea a la presencia de los lingones en el delta del Po. A comienzos del siglo I a. C. Espina se sumergió y se convirtió en una ciudad legendaria. 

## Historia
Dionisio de Halicarnaso sintetiza la historia de Espina: 

Los [pelasgos] equiparon numerosas naves y cruzaron el mar Jónico, esforzándose por alcanzar los lugares más cercanos de Italia, pero a causa de los vientos meridionales, así como el escaso conocimiento de esos lugares, fueron arrastrados por alta mar hasta que arribaron a una de las bocas del Po, que se llamaba Espina. Allí amarraron la flota y dejaron a las personas menos aptas para soportar grandes esfuerzos, apostando una guarnición en las naves para asegurar la posibilidad de huir en caso de que la empresa fracasara. Los que se quedaron en ese lugar rodearon el campamento con una muralla y cargaron las naves con avituallamientos. Cuando les pareció que su situación mejoraba, construyeron una ciudad que recibió el mismo nombre de la boca del río. Consiguieron mayor prosperidad que el resto de los habitantes de las costas jónicas, y, dueños del mar durante mucho tiempo, llevaban al santuario de Delfos la décima parte
de sus ganancias que eran las más espléndidas de todas las enviadas. pero más adelante, fueron atacados por un gran despliegue de fuerzas de los bárbaros que vivían en las zonas próximas y se vieron obligados a abandonar la ciudad.
Dionisio de Halicarnaso, Historia antigua de Roma I.18.3-5

Más allá de la tradición sobre la fundación de los pelasgos, sobre la que las fuentes antiguas no están de acuerdo —Justino habla de tesalios  y Plinio el Viejo del héroe homérico Diomedes—, lo cierto es que Spina fue fundada en época muy antigua en la desembocadura del Po, que tuvo grandes riquezas y que, finalmente fue destruida por las poblaciones bárbaras de los alrededores.
Espina nació como gran puerto de la llanura Padana, que canalizaba hacia el interior una parte de la riqueza agrícola que no iba a parar a las grandes ciudades de Etruria. Era el punto de llegada de los productos del valle del Po y probablemente también de la zona de las estribaciones montañosas. Las mercancías que los griegos importaban a Spina eran sobre todo objetos de lujo: cerámicas y bronces, que en parte iban a parar a los ajuares de las tumbas de los aristócratas, pero que seguramente fueron también canalizados hacia el interior.
Espina asumió un papel importante después del 474 a. C., en el que tuvo lugar la batalla de Cumas entre Dionisio I de Siracusa y los etruscos. Estos, derrotados, fueron expulsados de los mares meridionales de la península italiana. A consecuencia de este suceso, la Etruria tirrénica sufrió un gran revés económico. De hecho, el tirano siracusano consiguió obtener el control del estrecho de Mesina, por donde pasaban las naves atenienses que trasportaban las mercancías de lujo para las aristocracias etruscas. En cambio, quedó libre totalmente la ruta comercial a través del Adriático. La repercusión de la batalla fue el fortalecimiento de la relación comercial de Spina con Atenas, gracias a lo que se convirtió en el único emporio etrusco que no vio reducida su actividad en esta época.

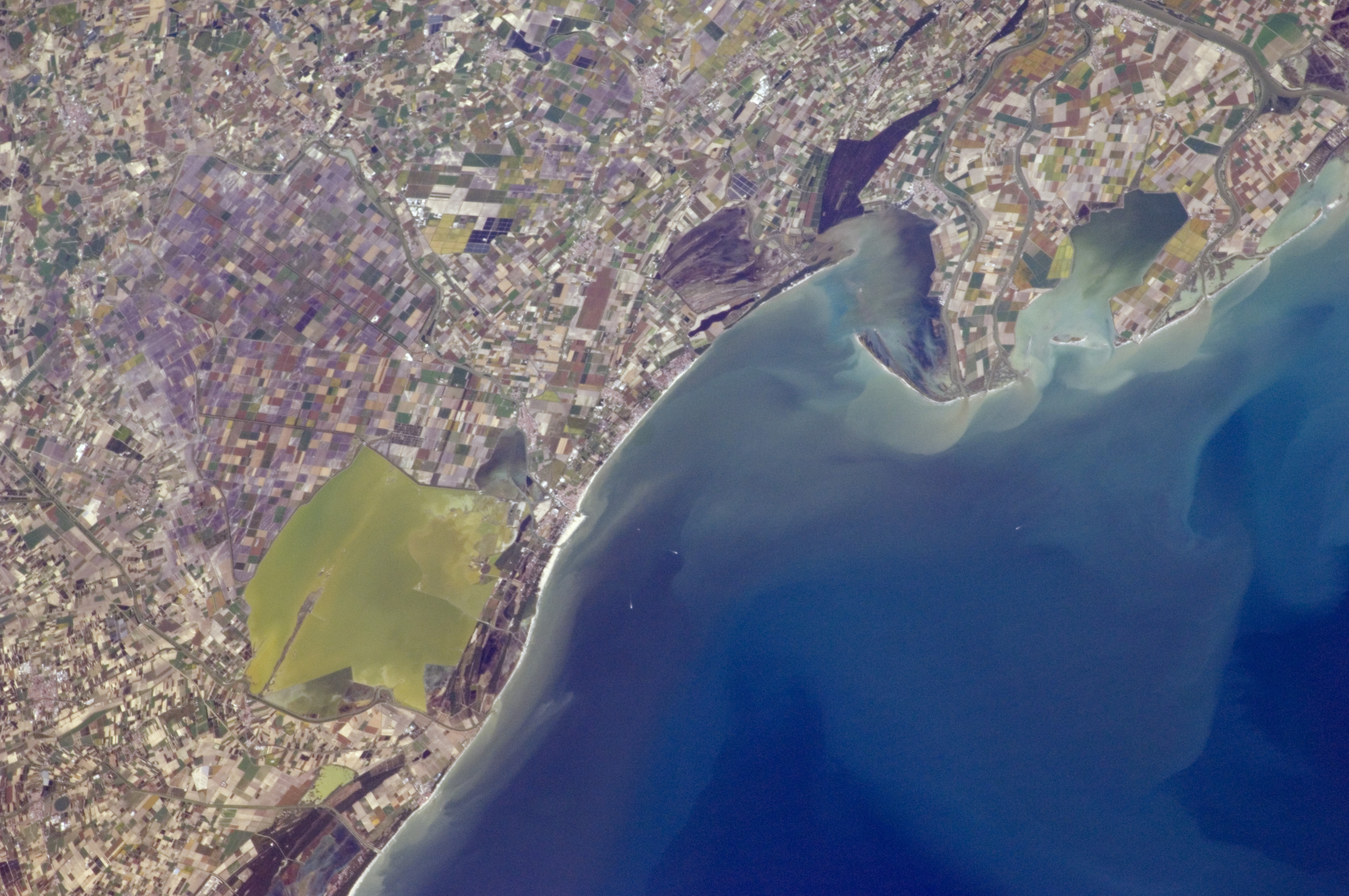
Delta del río Po y valle de Comacchio. Foto satelital de la NASA.

Según la afirmación de Dionisio de Halicarnaso, Espina poseyó en Delfos, como todas las polis griegas, un tesoro, el edificio donde se depositaban las ofrendas hechas a Apolo por los oráculos o consejos que habían dado buen resultado. Esta relación privilegiada con el santuario panhelénico de Delfos continuó durante todo el siglo V y buena parte del siglo IV a. C. pero con el paso del tiempo fueron menguando la riqueza y la intensidad de estos intercambios. En primer lugar, porque a finales del siglo V a. C. Atenas perdió la guerra con Esparta, y su papel en el plano comercial y económico quedó muy disminuido. En segundo lugar, en determinado momento, el puerto de Espina quedó colmatado debido a los aluviones que cada año arrastraban las aguas del Po hacia el mar, que contribuyeron a modificar la geografía de la zona. La fotografía aérea ha revelado un gran canal portuario que aseguraba la comunicación de Spina con el mar, análogo a los modernos puertos-canales de los centros altoadríaticos. En último lugar, razones históricas: el avance de Roma por un lado reducía cada vez más el espacio vital de las grandes metrópolis del área tirrénica, mientras que al norte de los Apeninos, presionaban cada vez más intensamente los galos, que tomaron Roma a principios del siglo IV a. C. bajo las órdenes de Breno. Estrabón dice que en su época (siglo I) era una ciudad pequeña. La decadencia económica debió dejar a Espina reducida a un pequeño centro, fue conquistada y seguramente abandonada.

## Excavaciones arqueológicas

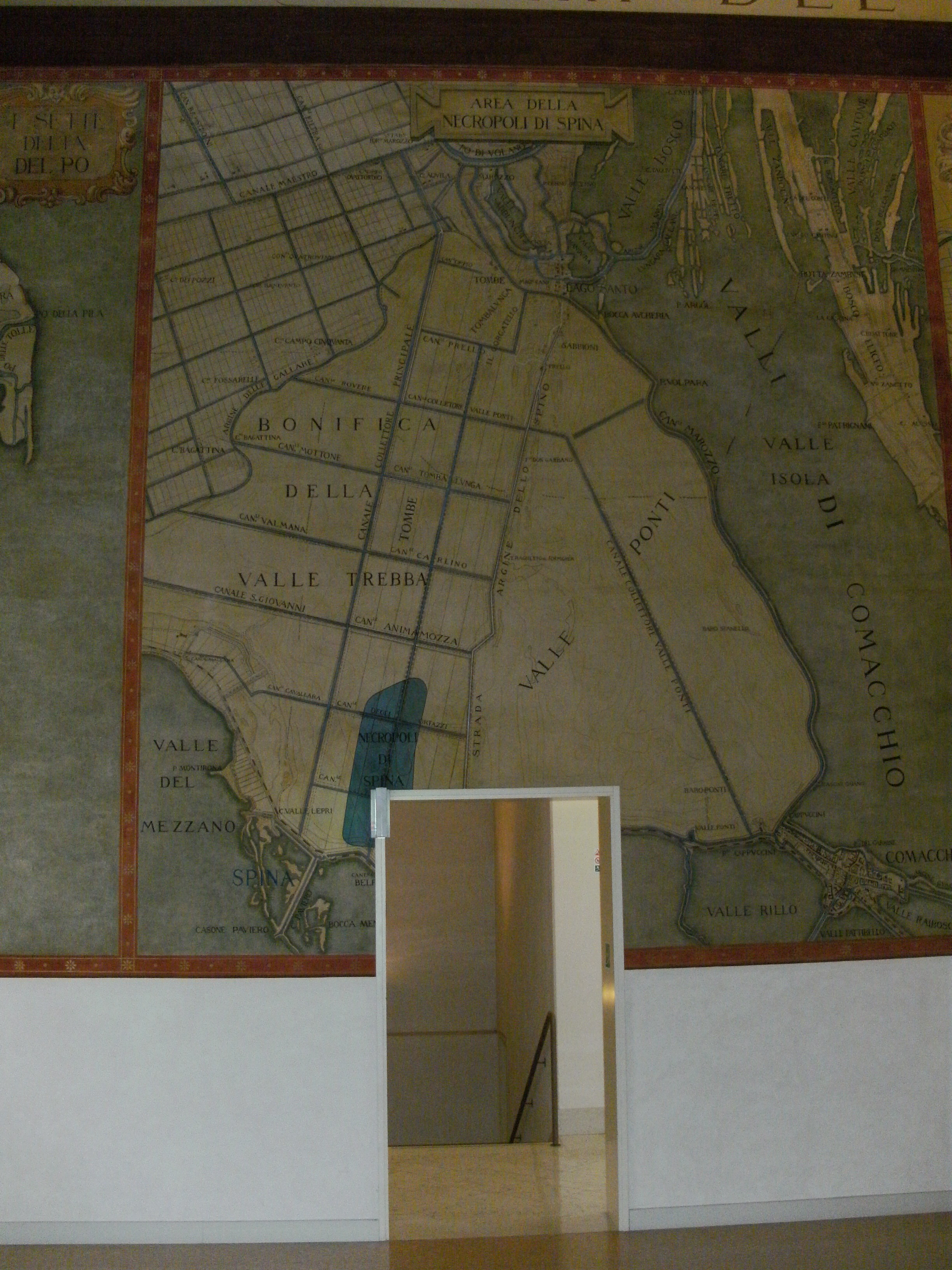
Mapa con la reconstrucción de Espina, exhibido en el Museo Arqueológico Nacional de Ferrara.

La localización de Espina se basó primero en los testimonios literarios y el lugar fue buscado entre Argenta, Sant' Alberto y Longastrino. Pero los trabajos de desecación permitieron el descubrimiento en 1922 de una necrópolis greco-etrusca, en la cuenca lacustre llamada Valle Trebba, a unos ocho km al oeste de Comacchio. Las excavaciones realizadas entre el año del descubrimiento y 1935 permitieron la recuperación de más de mil tumbas, ricas en material etrusco (objetos de metal y orfebrería) y griego (cerámica ática). Estos ajuares funerarios formaron el primer núcleo del Museo Arqueológico Nacional de Ferrara, inaugurado en 1935. En 1953, el saneamiento hidráulico de Valle Pega, al sur de Valle Trebba, llevó al descubrimiento de una necrópolis muy vinculada a la encontrada en los años 20. Las excavaciones iniciadas en 1954 por P. E. Arias y N. Alfieri, prosiguieron a mayor ritmo, se utilizó la fotografía aérea y proporcionaron más de 3000 tumbas. Las operaciones de recuperación fueron dificultosas, debido sobre todo a que el nivel arqueológico es casi un metro más bajo que el nivel del mar, por lo cual las capas acuíferas invadían el área investigada.
Los trabajos prosiguieron hasta los años 60. En 1956 se identificó la primera retícula sobre la que se basaba toda la ciudad, es decir, un plano hipodámico descubierto gracias a la fotografía aérea. La localización del poblado gracias a este medio, contiguo a los dos valles de las necrópolis, ha identificado una red de canales con la delimitación de ínsulas precisas, mientras que las excavaciones posteriores no han proporcionado grandes restos arqueológicos. Se han conservado los grandes trabajos de reestructuración de los muros de contención del Po, así como una serie de palos y empalizadas que servían para la construcción de plataformas donde se debían edificar las casas, en su mayoría construidas en madera: palafitos típicos de un poblado de zona lacustre o pantanosa. Las inundaciones del Po y la consiguiente sobreelevación de los niveles habitados está documentada por la sucesión de estratos. Junto a la humedad del suelo jugaron un papel importante en esta población. Si bien en la antigüedad estaba situada junto al mar y poseía un puerto en la actualidad se encuentra algunos kilómetros más al interior, debido al avance de la costa y al cambio del curso del río.
Las tumbas, la mayoría de fosa, se caracterizan por la absoluta excepcionalidad de sarcófagos y la rareza de las cajas de madera, debido a la lejanía de las canteras y las zonas boscosas. Se practicó tanto la inhumación como la cremación. La simultaneidad de ambos ritos funerarios depende de varios componentes culturales de la sociedad de Spina: las inscripciones en etrusco y en griego documentan la mezcla étnica ya conocida por las fuentes literarias.
La cerámica griega, presente en miles de ejemplares producidos entre 530 a. C. y la primera mitad del siglo III a. C., testimonia la importancia de Espina como puerto para todo el interior padano. La multiplicidad de las manufacturas ha permitido un estudio bastante preciso de los hallazgos. También son muy importantes las figurillas de terracota y la orfebrería, en parte elaborada en la Magna Grecia. El arte del bronce etrusco —candelabros con cimacio figurado, trípodes y asas de grandes vasos, también figuradas— evidencia los vínculos con los talleres de Vulci. El hallazgo de sítulas atestigua contactos con Este y Adria.